# 변 (바둑)
바둑에서 변은 바둑판에서의 네 모서리에서 가까운 지역 중 귀를 제외한 부분을 의미한다. 귀 다음으로 중요한 지역이다.

## 명칭
각 변은 그 위치에 따라 상변, 하변, 좌변, 우변으로 불린다. 아래 그림에서는 각 변이 5x5판으로 그려져 있지만, 귀와 변과 중앙 사이에 특별한 경계가 있는 것은 아니다.
|  |  |  |  |  |
|  |  |  |  |  |
|  |  |  |  |  |
|  |  |  |  |  |
|  |  |  |  |  |

|  |  |  |  |  |
|  |  |  |  |  |
|  |  |  |  |  |
|  |  |  |  |  |
|  |  |  |  |  |

|  |  |  |  |  |
|  |  |  |  |  |
|  |  |  |  |  |
|  |  |  |  |  |
|  |  |  |  |  |

|  |  |  |  |  |
|  |  |  |  |  |
|  |  |  |  |  |
|  |  |  |  |  |
|  |  |  |  |  |